# 不丹原喙菊
不丹原喙菊（学名：Dubyaea bhutanica）是菊科厚喙菊属的植物。分布于不丹以及中国大陆的西藏、云南、四川等地，生长于海拔2,200米至4,300米的地区，一般生于林下、灌丛、高山林缘以及草甸上，目前尚未由人工引种栽培。
其种加词“bhutanica”意为“不丹的”。